# 후지와라노 요리쓰네
후지와라노 요리쓰네(일본어: 藤原 頼経 ふじわら の よりつね[*], 겐포 6년 음력 1월 16일(1218년 2월 12일) ~ 겐초 8년 음력 8월 11일(1256년 9월 1일))는 가마쿠라 막부의 4대 쇼군이다.

## 생애
고셋케(五攝家) 중의 하나인 구조가 당주 구조 미치이에의 삼남으로 태어났다. 어머니는 사이온지 긴쓰네(西園寺公經)의 딸인 도모코(倫子)이다. 아명은 미토라(三寅)로 생년월일이 인년·인월·인일로 인의 간지가 세 번 겹친 데서 비롯되었다고 한다.
겐포 7년(1219년)에 3대 쇼군인 미나모토노 사네토모가 암살되자, 황족을 쇼군으로 앉혀서 옹립하고자 했던 막부는 유력 고케닌(御家人)들이 모여 공동명의로 상주문을 지어 교토로 보냈지만, 고토바 상황의 거부로 실현되지 못했다. 때문에 요리토모의 여동생으로 예전 이치조 요시야스(一條能保)에게 시집갔던 보몬히메(坊門姬)의 증손 미토라를 가마쿠라로 맞이해 온다. 이때 미토라의 나이는 겨우 두 살에 불과했다. 그 뒤 조큐의 난을 거쳐 6년 뒤인 가테이 원년(1225년) 미토라는 관례를 올리고 '요리쓰네'라는 이름을 얻게 되었다. 이듬해인 가테이 2년(1226년) 조정으로부터 가마쿠라 막부의 4대 쇼군으로 임명되었다. 일반적으로 12, 3세에 관례를 올리던 것에 비하면 요리쓰네의 관례는 상당히 빠른 시기에 이루어진 것으로 지금껏 선례가 없던 일이었지만, 관례를 행하지 않고는 관직에 임명할 수 없는 것이 당시의 관행이었기에, 이것을 어기면서까지 요리쓰네를 쇼군으로 옹립하기에는 명분이 약하다고 판단한 에보시오야(烏帽子親) 야스토키가 관례 나이를 대폭 낮추면서 임관 조건을 맞추고자 했던 것이다. 더불어 요리쓰네의 에보시오야가 된 야스토키는 '가마쿠라도노'의 친권자로서 권리를 행사할 수 있는 근거를 마련하게 되었다. 가테이 2년(1230년) 12월 9일에는 2대 쇼군이었던 미나모토노 요리이에(源賴家)의 딸로서 15세가 많은 다케노 고쇼(竹御所)를 아내로 맞이했지만, 요리쓰네가 쇼군으로 있던 7년 동안 가마쿠라 막부의 실권은 초대 쇼군 요리토모의 미망인이었던 호조 마사코(北條政子)가 대행했고, 쇼군은 유명무실한 존재였다.
싯켄 호조 요시토키·마사코 남매가 내세운 꼭두각시 쇼군으로서 덴푸쿠 2년(1234년)에는 정실 다케노 고쇼가 사망하는 등 쇼군으로서의 실권을 갖지 못했다. 하지만 나이가 차고 관위가 높아가면서는 싯켄 야스토키의 차남인 도모토키(朝時)를 필두로 하는, 도쿠소케(得宗家)나 싯켄 정치에 불만을 품은 세력들이 요리쓰네에게 모이면서 차츰 막부 내에서의 권력 기반을 굳혀갔다. 또한 아버지 미치이에와 외할아버지 사이온지 기미쓰네가 간토모시쓰기(關東申次)를 맡아 조정과 막부, 양쪽으로 권력을 떨치기 시작한 것도 당시 심각한 문제로 떠올랐다. 더욱이 호조씨와의 양호한 관계를 바라던 기미쓰네가 사망하고, 기미쓰네와는 달리 호조씨에 대한 반감을 가지고 있던 미치이에가 간토신차가 되면서 막부에 의한 정치에 개입을 시도하기에 이른다. 때문에 요리쓰네와 싯켄 쓰네토키와의 관계가 악화되었고 간겐 2년(1244년) 쓰네토키에 의해 쇼군직을 적남 후지와라노 요리쓰구에게 넘겨주고 만다.
이듬해인 간겐 3년(1245년)에 가마쿠라의 구원수량원(久遠壽量院)에서 출가하여 법명을 행하(行賀)라고 칭했다. 출가한 뒤에도 한동안 가마쿠라에 머물렀고 '오오도노(大殿)'라 불리며 더욱 더 막부 내에 세력을 행사했지만, 나고야 미쓰토키(名越光時) 등 호조 도쿠소케에 반대하는 세력들이 요리쓰네를 중심으로 싯켄을 배척하려 한 움직임이 찰지되었고, 싯켄 도키요리에 의해 간겐 4년(1246년)에 교토에 송환, 로쿠하라(六波羅)의 와카마쓰도노(若松殿)으로 옮겼다. 또한 이 사건으로 아버지 미치이에도 간토신차에서 파면되고 칩거당한다(미야 소동).
그 후, 호지 원년(1247년)에 미우라 야스무라·미쓰무라(光村) 형제에 의한 요리쓰네의 가마쿠라 귀환 시도가 있었지만 실패한다(호지의 난). 또 겐초 3년(1251년) 아시카가 야스우지(足利泰氏)가 자신의 자유 출가가 문제가 되어 영지를 몰수당한 사건도 미치이에·요리쓰네 부자가 관여된 것으로 보인다. 겐초 3년(1252년)에는 요리쓰네의 아들이었던 요리쓰구도 쇼군직에서 해임되어 교토로 송환되었고, 실의에 빠져 있던 미치이에도 얼마 뒤에 죽었다. 4년 뒤인 고겐 원년(1256년) 8월 11일(양력 9월 1일) 39세로 사망한다. 요리쓰네가 사망한 다음 달에 마치 뒤를 따르듯 요리쓰구도 사망하고 있다. 이 무렵 일본 내에 돌고 있던 역병이 원인이 된 것으로 여겨지지만, 오부 다카유키는 구조 집안 3대가 단기간에 잇따른 죽음을 맞이한 것에 의심을 품고 이들의 죽음에 누군가의 관여가 있었던 것은 아닐까 추측하고 있다.. 또 오부가 시대 고증을 담당한 NHK 대하드라마 「호조 도키무네」에서는 도키무네의 아버지 도키요리가 반란 진압의 명분으로 보냈던 자객에 의해 구조 부자가 모두 살해된 것으로 묘사되기도 했다.
요리쓰네와 요리쓰구 2대를 일본 역사에서는 셋케 쇼군·후지와라 쇼군·구교(公卿) 쇼군이라고 부른다.

## 관위 역임
날짜는 모두 음력입니다.
- 가로쿠 원년(1225년[4]) 12월 29일에 관례를 치름.
- 가로쿠 2년(1226년) 1월 27일에 정(正)5위하(下)가 되고 우콘노에노곤노쇼조(右近衛權少將)에 임관. 세이이타이쇼군 선하를 받고 3월 12일에는 천황이 아니면 사용이 금지된 색을 쓰는 것이 허가됨. 3월 25일에 종4위상으로 오르고 우콘노에노츄조(右近衛中將)으로 전임. 4월 8일에 관위가 정4위하로 관위가 오름(우콘노에노츄조는 그대로).
- 죠에이 원년(1232년) 1월 30일、빈고(備後)의 곤노카미(權守)를 겸임. 2월 27일에는 종3위로 관위가 오름(우콘노에노츄조나 빈고노곤노카미는 그대로 겸임).
- 덴푸쿠 원년(1233년) 1월 28일에 곤노주나곤(權中納言)으로 전임.
- 분라쿠 원년(1235년) 12월 21일에 정3위로 관위가 오름(곤노주나곤은 그대로).
- 가테이 원년(1235년) 10월 8일、무쓰·데와의 아제치(按察使)를 겸임. 11월 19일에 종2위로 관위가 오름(곤노주나곤이나 아제치직은 그대로).
- 가테이 2년(1236년) 7월 20일에 정2위로 관위가 오름.(곤노주나곤은 그대로) 민부경(民部卿)을 겸임하게 됨. 아제치에서 물러남.
- 랴쿠닌 원년(1238년) 2월 24일에 고에몬노카미(右衛門督) 겸임(민부경에서 물러남). 2월 25일에는 게비이시(檢非違使)의 벳토 겸임. 3월 7일에는 곤노다이나곤(權大納言)이 됨(게비이시벳토나 고에몬노카미는 그대로). 4월 18일에 곤노다이나곤과 게비이시벳토, 고에몬노카미직을 사임하다.
- 간겐 2년(1244년) 4월 28일、세이이타이쇼군직 사임하다.
- 간겐 3년(1245년) 7월 5일、출가하여 법명을 행하(行賀)라 칭하다.

## 계보
- 아버지: 구조 미치이에
- 어머니: 사이온지 도모코(西園寺倫子)[5] - 사이온지 기미쓰네의 딸
- 아내: 미나모토노 기쿠코(源鞠子, 다케노 고쇼) - 미나모토노 요리이에의 딸
- 아내: 후지와라노 지카요시(藤原親能)의 딸
  - 아들: 후지와라노 요리쓰구(藤原賴嗣, 1239-1256)
  - 아들: 도조(道增)
  - 아들: 미나모토노 메구미(源惠)

## 전설
이바라키현 가시마시 궁중에 있는 가시마신궁 백마제는 요리쓰네가 관동으로 내려갔을 때 신탁으로 악래왕을 퇴치했기 때문에 가시마신궁 신전에서 금중에서 거행되던 백마절 그림회를 집전한 것이 기원이라고 한다.

## 편휘를 준 인물
- 호조 쓰네토키(교지)
- 호조 도키요리

## 등장 작품
- 호조 도키무네 (NHK 대하드라마) - 2001년, 주연: 우카지 다카시
- 가마쿠라도노의 13인 － 2022년, 주연: 織田一央織、나카무라 류타로(中村龍太郎)